# Ganzkertváros
Ganzkertváros est un quartier situé dans le 18e arrondissement de Budapest. 